# Магары

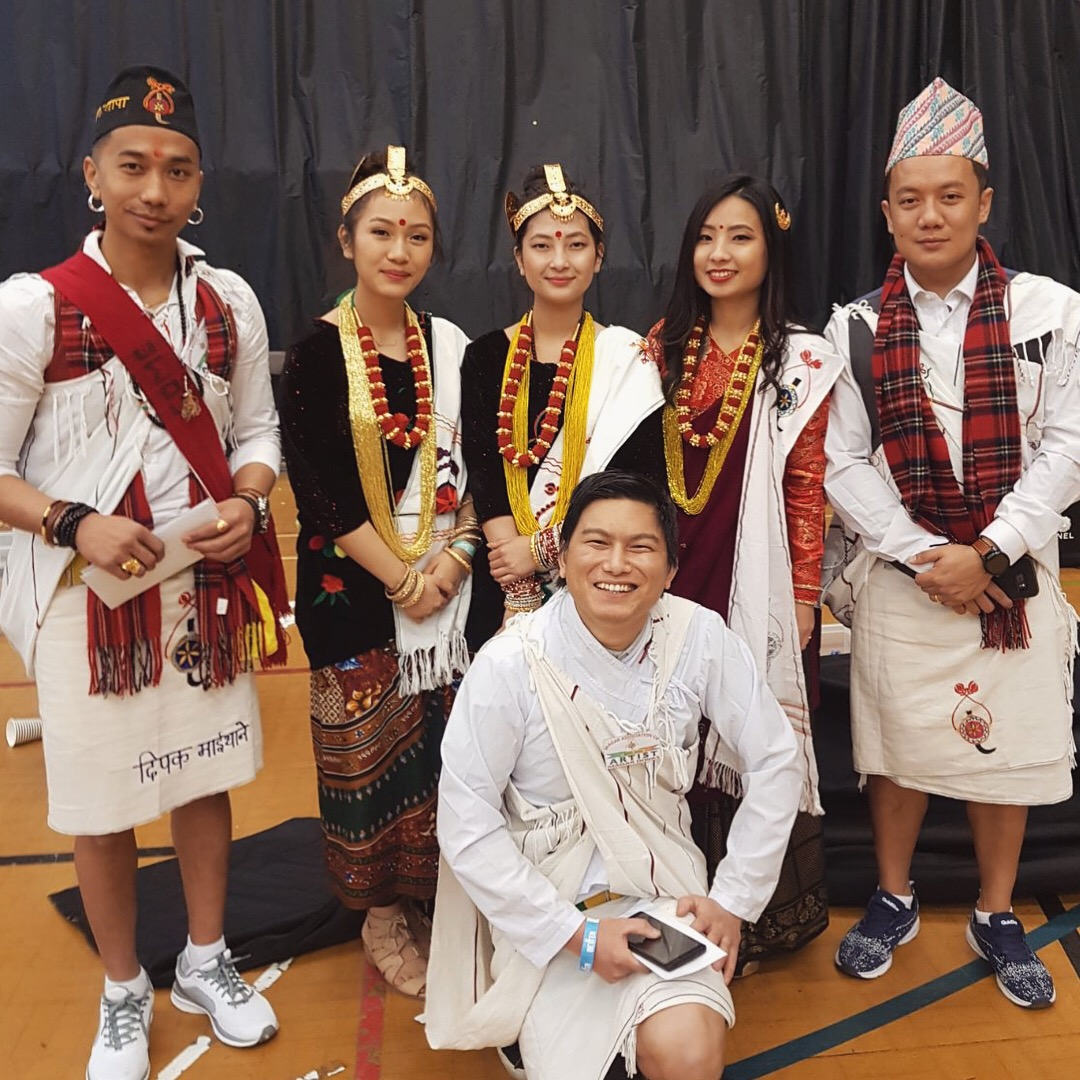
Магары в традиционной одежде

Мага́ры (самоназвание — мага́р; непальск. मगर) — народ, проживающий в Непале и Северной Индии. Говорят на языке магар, относящемся к центральногималайской ветви тибето-бирманских языков. Согласно переписи населения Непала 2011 года, численность магаров в этой стране составила 1 887 733 человека (7,1 % населения); 79 % магаров исповедуют индуизм, а 18 % — буддизм.

## История
Предполагается, что народы Кхам Магар, проживающие в горной местности Рукума, Саляна, Рольпы и других районов, разбросанных по предгорьям Непала, мигрировали на юг из Сибири из-за определённых шаманских наклонностей и других культурных особенностей. Они утверждают, что заняли свою родину Магар в Непале, откуда перемещение перешло на юг и восток.
Как и другие местные группы в Непале некоторые члены сообщества Магар принимали участие в Непальской Гражданской войне и в маоистском восстании 1996 года с целью свергнуть конституционную монархию Непала. 9 января 2004 года маоистские бойцы учредили революционное автономное региональное правительство, Автономную область Магар, базируемую в районе Рольпа в западном Непале.

## Язык
По состоянию на 2011 год в Непале насчитывается 1 887 733 человек, относящихся к народу магар, для 788 530 человек язык магар — родной. В зоне Рапти говорят на кхамских языках. В районе Дольпа магары говорят на языке тарали или кайке. Языки магар входят в бодскую ветвь тибето-бирманской семьи.

## Религия
Религиозная принадлежность верующих: индуисты, часть — буддисты, мусульмане-сунниты, приверженцы традиционных верований.
В дополнение к шаманским наклонностям, возможно принесённым из Сибири, народы магар исповедуют Тибетский буддизм, где священника называют «Бузал». Социальный процесс санскритизации способствовал развитию формы синкретического индуизма у южных поселенцев Магара, который комбинирует в себе анимистов и Буддистские ритуалы. Индусские сельские жители Магар признают три класса священников: Рама, Джаси и Дхами.
В целом, буддизм и индуизм лучше всего развиты среди Магар, живущего в контакте с Тибетскими Буддистами и арийскими Индо Индусами соответственно. В районах Кхам эти религии менее очевидны, в частности в диапазоне 3—4 тысячи метров на границе между Ракумом и районами Пьютхан-Рольпа. Эти районы изолированы географически и культурно от постоянных маршрутов торговли в отличие от трансгималайских торговых путей, а также изолированы от низменности, колонизированной индусскими Индо-Арийцами, где выращивается рис.

## Занятия
Магары традиционно занимаются сельским хозяйством, ремёслами и просто повседневным трудом. Магары часто представлены в вооруженных силах Непала, так же как в британских и индийских полках гуркхов, наряду с «Гурунгом» и «Раи» и другими военными этническими группами предгорья Непала. Сегодня Магары также представлены в качестве квалифицированных работников во многих областях: медицина, образование, правительственное обслуживание, закон и правопорядок, журналистика и авиация.